# Nikos Chatzīs
Nikolaos Chatzīs, detto Nikos (in greco Νικόλαος "Νίκος" Χατζής?; Calamata, 3 giugno 1976), è un ex cestista greco.

## Palmarès
- Campionato greco: 1

AEK Atene: 2001-02
- Coppa di Grecia: 2

AEK: 1999-2000, 2000-01
- Coppa Saporta: 1

AEK Atene: 1999-2000